# Рудзевич Олександр Якович
Олександр Рудзевич (рос. Александр Яковлевич Рудзевич; 1775 — 23 березня 1829) — державний і військовий діяч Російської імперії.

## Життєпис
Походив з литовських татар. Син Якуб-аги Рудзевича, останнього гетьмана Ханської України, згодом — члена «Кримського уряду». Народився 1775 року. 1784 року його батько став російським дворянином, але невдовзі помер. За цим разом з матір'ю Фатімою прибув до Санкт-Петербургу, де був хрещений. Його хресними батьками були імператриця Катерина II та її онук Олександр Павлович.
Виховувався в гімназії іншоземних єдиновірців, де здобув ґрунтовну освіту. 8 квітня 1786 року зарахований сержантом до Преображенського полку. Згодом за власним бажанням його було переведено до Троцького піхотного полку на Кавказі. 1792 року звитяжив у війні проти Речі Посполитої. 1794 року брав участь у придушенні польського повстання Костюшка, брав участь у битвах при Пісечному та Сжеві, відзначився у складі військ Олександра Суворова при захопленні Праги. 1796 року йому доручають картографічну зйомку території Фінляндії. Цю трудоміску та складну роботу він закінчив у 1801 році, описавши фінські береги та всі укріплення на них. Потім зробив картографічну зйомку Варшавських укріплень. За цю роботу отримав провадження у підполковники.
Переведено на Кавказ до Троїцького мушкетерського полку, відзначився у захопленні Арбських укріплень, за що 1804 року отримав звання полковника та золоту шаблю. 1805 року очолив Троїцький мушкетерський полк. Брав участь у придушенні повстання у Великій Кабарді, за що ортримав орден Св.Володимира 4 степуню. За захист Військово-Грузинської дороги від нападів чеченців та у перемозі чеченського загону у битві неподолік від Владикавказу отримав орден Св.Анни 2 ступеню.
1806 року оженився з донькою предводителя дворянства Таврійської губернії. Того ж року очолив Тіфліський мушкетерський полк. За бойові дії проти чеченців та інгушів отримав орден Св.Георгія 4 ступеню. 20 квітня 1807 року він був звільнений з військової служби через проблеми зі здоров'ям. 3 грудня 1809 року він був відновлений в армії, отримав у підпорядкування 22-й єгерський полк, з яким успішно воював в Черкесії, зокрема натухайців, та проти турків в 1810—1811 роках. 8 лютого 1811 року надано звання генерал-майора і орден Св.Георгія 3 ступеню за захоплення Суджук-Кале. 1811 року Рудзевич брав участь у військових експедиціях проти закубанських народів, після битв на річках Хапле (17 січня), Азипсі (21 січня) та Шепі (31 січня та 1 лютого) були підкорені натухайський народ та сапегу.
Брав участь у війні з Францією у складі Дунайської армії. У 1812 році командував полком, 16 листопада атакував відступаючі французькі підрозділи біля сел Стахове й Брілі. за подальше переслідування французів отримав орден Св.Анни 1 ступеню. Потім брав участь в облозі фортеці Торн, за захоплення якої отримав орден Св.Анни з діамантами. 
У 1813 році  командував 3-ю бригадою. За звитягу у битві при Бауцені отримав орден Св.Володимира 2 ступеню. Отримав призначення начальником штабу корпусу Луї де Ланжерона. Відзначився у битві при Кацбаху, за що було підвищено до генерал-лейтенанта. На чолі авангарду військ під командуванням прусського генерал-фельдмаршала Ґебгарда Блюхера брав участь у бойових операціях у Сілезії. У битвах поблизу міст Голдберга і Левенберга взяв у полон близько 3500 французьких солдатів і офіцерів, захопив обоз маршала Жака Макдональда, полонив дивізійного генерала Жака Пюто. За цю звитягу прусський король Фрідріх-Вільгельм III нагородив його орденом Червоного Орла 2-й ступеню. У битві під Лейпцигом командував авангардом, на чолі якого 9 годин бився за село Штейнфельд, захопивши зрештою 7 гармат, 11 офіцерів та 600 солдат у полон. Нагороджено орденом Св. Олександра Невського та шведським орденом Меча 2-й ступеню. Також прийняв командування над 8-м піхотним корпусом. Розпочав облогу Майнца, але зрештою передав командування Ернсту III, герцогу Саксен-Кобург-Заальфельдському, а сам приєднався до Сілезької армії, з якої вступив на територію Франції.
При битві за Париж захопив Монмартрські висоти, понесши колосальні втрати: від його корпусу залишилося лише 8 тис. солдатів. За цю битву отримав ордени Св.Георгія 2 ступеню від Олександра I й прусський орден Червоного Орла 1 ступеню.  Повернувшись до Росії, став командувачем 13-ї піхотної дивізії.
У 1814—1815 роках був Новоросійським генерал-губернатором, а потім нетривалий час — херсонським військовим губернатором. Опікувався переважно військами, практично не займався цивільними справами. 9 квітня 1816 року призначається начальником головного штабу 2-ї армії, що розташовувся у Тульчині. На цій посаді Рудзевич перший привів у гарну організацію письмові справи та завів сувору дисципліну.
22 лютого 1819 року — командувачем 7-го піхотного корпусу, 8 листопада 1826 року став командувачем 3-ї піхотної корпусу. 22 серпня 1826 року в день коронації імператора Миколи I отримав звання генерала від інфантерії.
У 1828 році з початком війни проти Османської імперії, Рудзевич переправився через Дунай у Сатунова і здобув декілька фортець. За це нагороджений золотою шаблею з написом «За хоробрість» Коли в липні вся російська армія стала наближатися до Шумлі, Рудзевич прийняв командування над її авангардом. При облозі Варни Рудзевич прикривав облогу Сілістрії з боку Шумли, а потім, перейшовши на лівий берег Дунаю, розташував свій корпус на зимових квартирах в Валахії.
За кілька місяців до початку кампанії 1829 року Рудзевич відмовився діяти під керівництвом Івана Дибича, якого був старшим у званні. Отримав нове призначення командиром 1-го піхотного корпусу.
Помер раптово на судні на шляху до нового місця служби від апоплексичного удару, діставши звістку про смерть сина Якова. Похований у своєму кримському маєтку поблизу Карасубазара.

## Родина
Дружина — Марфа, донька Остафія Івановича Нотари, предводителя дворянства Таврійської губернії
Діти:
- Яків (1807—1829)
- Микола (1811—1889), генерал-лейтенант, наказний отаман Кавказького лінійного козацького війська, Костромськой губернатор
- Олександр (1813 — після 1831)
- Марія (1814—1873), фрейліна двору
- Софія (1816—1847)
- Віра (1824—1857), одружена з В. Н. Демидовим.
- Любов (1829—1909)